# توروستراید
توروستراید (انگلیسی: Turosteride) یک مهارکننده انتخابی آنزیم 5α ردوکتاز است که برای درمان هیپرپلازی خوش‌خیم پروستات (BPH) تحت بررسی بود، اما هرگز به بازار عرضه نشد.